# Terapia primal
Terapia primal ou terapia primária é uma forma de psicoterapia criada por Arthur Janov, que argumenta que a neurose é causada pela dor reprimida de traumas na infância.
A terapia primal tornou-se muito influente durante um breve período no início da década de 1970, após a publicação do primeiro livro de Janov, The Primal Scream. Inspirou centenas de clínicas derivadas em todo o mundo e serviu de inspiração para muitos ícones culturais populares. O cantor e compositor John Lennon, o ator James Earl Jones e o pianista Roger Williams foram defensores proeminentes da terapia primal. As bandas britânicas Tears for Fears e Primal Scream também foram diretamente influenciadas pelos escritos de Janov.

## História
Em 1967, Janov teve sua sessão principal com Danny Wilson (pseudônimo), um paciente que se lembrava emocionalmente de uma função do Teatro do Absurdo, onde Raphael Montañez Ortíz gritava "Mama!", convidando a platéia a fazer o mesmo. Janov encorajou Danny Wilson insistentemente a fazer o mesmo. O paciente finalmente caiu no chão com dor por meia hora. Janov gravou a sessão e a repetiu repetidamente. Ele não entendeu seu significado até anos depois.
Em 1968, o Instituto Primal foi fundado por Arthur Janov e sua primeira esposa, Vivian.
Em 1 de janeiro de 1970, Arthur Janov publicou seu primeiro livro, The Primal Scream. Em março, Arthur e Vivian começaram a tratar John Lennon e Yoko Ono. Em 1970, Janov registrou o nome Primal como marca comercial no U.S. Patent Office e solicitou que seus advogados processassem terapeutas usando a palavra Primal para descrever seu trabalho. A International Primal Association e o Primal Feeling Center contestaram a marca registrada de Janov. Em 1978, o Departamento de Comércio dos Estados Unidos cancelou o registro. "Primal Therapy" agora está listado entre marcas comerciais genéricas que se tornaram "gratuitas para qualquer pessoa usar na descrição de produtos ou serviços".
Em 1971, dois terapeutas estagiários no Instituto Primal, Joseph Hart e Richard Corriere, abandonaram Arthur Janov e fundaram o Center for Feeling Therapy. Hart afirmou: "Quando deixamos Janov, quarenta por cento dos pacientes vieram conosco ... descobrimos que a maioria estava fingindo seus primais".
Em 1973, um "simulador de nascimento" estava em uso no Primal Institute. O simulador era um tubo de vinil com pressão ajustável de aproximadamente 3 metros de comprimento. O paciente foi coberto com uma substância lisa para simular o nascimento. Foram feitos relatos de hematomas nos dedos dos obstetras que apareciam na pele dos pacientes que estavam revivendo o nascimento.
Em 1977, Arthur Janov entrou com uma ação de 7,1 milhões de dólares contra o Psychology Today, porque a revista chamou a terapia primal de "Jaguadarte".
Em 1982, os tribunais alemães decidiram em duas conclusões legais que as companhias de seguros não precisavam pagar pela terapia primal.
Em 1982, Arthur Janov e sua segunda esposa, Dra. France D. Janov, começaram a oferecer terapia primal em Paris através de uma organização chamada Instituto Europeu Primário (EPI). Segundo a UNADFI e a Science et Vie, os pacientes tiveram que assinar um contrato "desengajando o Instituto de toda a responsabilidade" até que a operação parisiense fosse encerrada sem aviso prévio em agosto de 1985. Segundo essas fontes, alguns pacientes foram "abandonados", atingidos pelo repentino fechamento do EPI com a terapia inacabada. Janov escreveu para eles uma carta dizendo: "Não posso mais viver em meio a dores e misérias; depois de 35 anos vendo pacientes, é hora de viver minha própria vida".
Em junho de 1989, dois incêndios causaram um dano estimado em 475 mil dólares no The Primal Institute em West Los Angeles. As autoridades determinaram o incêndio como criminoso.
Em 1989, Arthur Janov estabeleceu o Janov Primal Center em Veneza (mais tarde transferido para Santa Monica) com sua segunda esposa, France.

## Pacientes notáveis
- O ator James Earl Jones afirmou que a terapia primal o curou de fumar e de hemorróidas.[1]

- O pianista Roger Williams afirmou que a terapia primal o curou de uma doença nas suas mãos e disse que Arthur Janov era um dos cinco maiores homens da história.[1]

- O psicoterapeuta Bert Hellinger teve nove meses de terapia primal com Janov.[23][24]

- O fundador da Apple Inc., Steve Jobs, praticou brevemente a terapia primária.[25] Uma fonte afirma que Jobs "ficou entediado e desdém pela terapia primal".[26]

- A atriz Dyan Cannon construiu uma "sala especial de gritos" em sua casa após sua experiência em terapia. Ela apareceu com Arthur Janov para contar suas experiências no programa de Mike Douglas.[27]

### John Lennon
O músico John Lennon e sua esposa, Yoko Ono, passaram por terapia primal em 1970. Uma cópia do recém-lançado The Primal Scream chegou pelo correio na casa de Lennon, Tittenhurst Park (as fontes divergem sobre quem enviou o livro). Lennon ficou impressionado e solicitou o início da terapia primal em Tittenhurst. Arthur Janov e sua primeira esposa, Vivian Janov, foram a Tittenhurst em março de 1970 para iniciar a terapia, que continuou em abril em Los Angeles. Arthur Janov foi a Tittenhurst depois de dar instruções antecipadas sobre o período de isolamento e de dar instruções a Lennon para que se separassem de Ono. Lennon e Ono tiveram três semanas de tratamento intensivo na Inglaterra antes de Janov retornar a Los Angeles, onde tiveram quatro meses de terapia.
Segundo algumas fontes, Lennon encerrou a terapia primal após quatro meses. Arthur Janov disse mais tarde: "Eles interromperam a terapia exatamente como começou, realmente ... Estávamos começando ... Nós o abrimos e não tivemos tempo de reuni-lo novamente. " (Os registros do INS divulgados sob FOIA confirmam a reivindicação de Janov). Outra fonte afirma que Lennon e Ono interromperam o tratamento após disputas contínuas entre Ono e Janov. Lennon pediu a Janov que um terapeuta primal fosse enviado ao México, mas Janov recusou.
Lennon se recusou a ser filmado em terapia por Arthur Janov, dizendo: "Com quem você está brincando, Sr. Janov?" Lennon comentou após a terapia: "Eu ainda acho que a terapia de Janov é ótima, sabe, mas eu não quero fazer disso uma grande coisa igual a do Maharishi" e "eu me conheço melhor, isso é tudo. Eu posso me controlar melhor. Essa coisa de Janov, o grito primitivo e assim por diante, isso afeta você, porque você se reconhece lá ... Foi muito bom para mim. Eu sou ainda 'primal' e ainda funciona."